# Факультет інформатики та обчислювальної техніки НТУУ «КПІ»
Факультет інформатики й обчислювальної техніки — один з структурних підрозділів КПІ ім. Ігоря Сікорського.

## Загальні відомості
Факультет готує кваліфікованих фахівців з розробки та експлуатації програмних продуктів i технічних засобів комп'ютерних i комп'ютеризованих систем, впровадження сучасних інформаційних технологій загального та цільового призначення для різноманітних галузей науки та промисловості. Вони здатні створювати та експлуатувати комп'ютерні й комп'ютеризовані системи обробки інформації та управління організаційних, технічних і організаційно-технічних об'єктів.
Випускники працюють керівниками та розробниками програмно-апаратних комплексів, менеджерами проектів, адміністраторами інформаційних, комп'ютерних та комп'ютеризованих систем i мереж у державних та приватних наукових, виробничих, банківських установах і фірмах в Україні та за кордоном.

### Структура
Факультет складається з наступних структурних підрозділів:
- кафедра інформаційних систем та технологій – ІСТ
- кафедра обчислювальної технiки – ОТ
- кафедра інформатики та програмної інженерії – ІПІ
- деканат;
- навчально-методичний відділ;
- навчально-організаційно-виховний відділ;
- науковий відділ;
- бухгалтерія та ін.

| \| Посада \| П. І. Б. \| \| ------------------------------------------------------------- \| ------------------------------ \| \| Декан \| Корнага Ярослав Ігорович \| \| Секретар \| Кириляк Любов Володимирівна \| \| Перший заступник декана, заступник з учбово-методичної роботи \| Писаренко Андрій Володимирович \| \| Заступник декана з навчально-виховної роботи \| Лісовиченко Олег Іванович \| \| Заступник декана з навчально-організаційної роботи \| Сперкач Майя Олегівна \| \| Заступник декана з соціальної роботи \| Клименко Ірина Анатоліївна \| \| Заступник декана по роботі з іноземними студентами \| Виноградов Юрій Миколайович \| \| Заступник декана з поселення в гуртожитки \| Моргаль Олег Михайлович \| |                                |
| Посада | П. І. Б.                       |
| Декан | Корнага Ярослав Ігорович       |
| Секретар | Кириляк Любов Володимирівна    |
| Перший заступник декана, заступник з учбово-методичної роботи | Писаренко Андрій Володимирович |
| Заступник декана з навчально-виховної роботи | Лісовиченко Олег Іванович      |
| Заступник декана з навчально-організаційної роботи | Сперкач Майя Олегівна          |
| Заступник декана з соціальної роботи | Клименко Ірина Анатоліївна     |
| Заступник декана по роботі з іноземними студентами | Виноградов Юрій Миколайович    |
| Заступник декана з поселення в гуртожитки | Моргаль Олег Михайлович        |

## Навчання

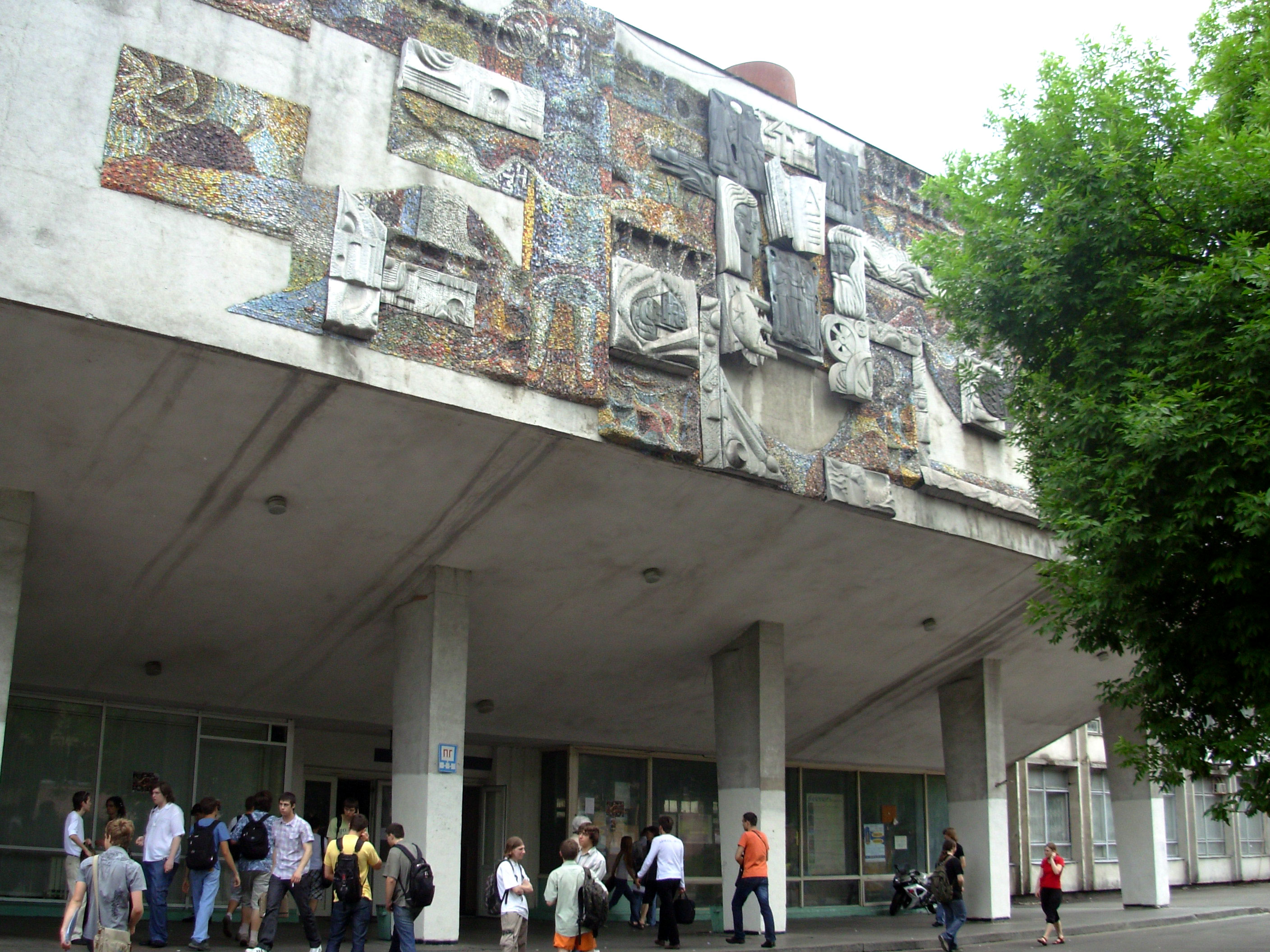
Навчальний корпус № 18

Навчання на факультеті здійснюється в навчальному корпусі № 18, де розташовані всі кафедри підрозділу.

### Підготовкабакалаврів
Факультет здійснює підготовку фахівців за наступними напрямами:
- F2(121) «Інженерія програмного забезпечення»;
- F6(126) «Інформаційні системи та технології»;
- F7(123) «Комп'ютерна інженерія»;

Форми навчання — денна та заочна. Тривалість навчання — 4 роки.

#### Напрям «Комп'ютерні науки»
Підготовка здійснюється на кафедрі АСОІУ за спеціальністю «Інформаційні управляючі системи та технології». Навчальні групи називаються ІС-номер.
Зміст діяльності фахівців полягає у розробці комп'ютеризованих інформаційних систем і технологій для різноманітних галузей науки, промисловості та бізнесу, включаючи: проведення системного аналізу предметних областей і їх формалізацію; створення математичних моделей об'єктів та процесів автоматизації; проектування та розробку прикладного програмного забезпечення і баз даних та баз знань; розробку систем штучного інтелекту. Студенти вивчають прийоми роботи з інформаційними системами, їх устрій та особливості програмування.

#### Напрям «Комп'ютерна інженерія»
Навчання здійснюється на кафедрі ОТ за спеціальностями «Комп'ютерні системи та мережі» та «Технології програмування для комп'ютерних систем та мереж» . Навчальні групи іменуються ІО-номер та ІВ-номер.
Діяльність фахівців полягає у розробці і застосуванні апаратно-програмних засобів сучасних і перспективних інформаційних технологій, комп'ютерних систем та мереж загального і спеціального призначення, їх системного програмного забезпечення, організації баз даних, технічних засобів захисту інформації, автоматизації проектування комп'ютерних систем та мереж, систем прийняття рішень, систем діагностики та тестування.

#### Напрям «Програмна інженерія»
Підготовка здійснюється за спеціальностями «Програмне забезпечення систем» на всіх кафедрах факультету. Навчальні групи — ІП-номер (кафедри АСОІУ та ОТ) та ІТ-номер (кафедри АУТС та ТК).
Випускники розробляють та супроводжують: прикладне програмне забезпечення комп'ютерних систем та мереж, корпоративних систем та мереж, систем підтримки прийняття рішень, автоматизованих систем управління, інтелектуальних систем; програмних продуктів для бізнесу; Web-порталів; мультимедійного програмного забезпечення; баз даних та знань; програмних систем діагностики та сертифікації; програмних засобів захисту інформації у комп'ютерних системах та мережах.

#### Напрям «Системна інженерія»
Навчання здійснюється на кафедрі АУТС за спеціальністю «Комп'ютеризовані системи управління та автоматика» в групах, що називаються ІА-номер. За цим же напрямом кафедра ТК готує фахівців за спеціальністю «Комп'ютеризовані та робототехнічні системи» в групах — ІК-номер.
Спеціалісти розробляють та супроводжують комп'ютеризовані та робототехнічні системи, системи автоматики, призначені для управління технологічними процесами, технічними об'єктами та бізнес-системами, побудованими на базі інформаційно-комунікаційних мереж, комп'ютерних систем та мікроконтролерів з використанням системної методології та фундаментальних знань сучасних інформаційних технологій, комп'ютерну техніку, засоби захисту інформації та баз даних і знань, новітніх технологій програмування та штучного інтелекту.

### Підготовкамагістрівіспеціалістів
Після отримання диплому, бакалаврам, за їх бажанням, надається можливість на конкурсній основі продовжити навчання і через 1,5 роки захистити диплом інженера за вибраною спеціальністю:
- 7.05010101 Інформаційні управляючі системи та технології, випускаюча кафедра — АСОІУ;
- 7.05010201 Комп'ютерні системи та мережі, випускаюча кафедра — ОТ;
- 7.05020101 Комп'ютеризовані системи управління та автоматика, випускаюча кафедра — АУТС;
- 7.05020102 Комп'ютеризовані та робототехнічні системи, випускаюча кафедра — ТК.

Бакалаври, які виявили бажання і здібності до наукової діяльності, можуть на конкурсній основі продовжити навчання і через 2 роки підготовки отримати кваліфікацію магістра:
- 8.05010101 Інформаційні управляючі системи та технології, випускаюча кафедра — АСОІУ;
- 8.05010201 Комп'ютерні системи та мережі, випускаюча кафедра — ОТ;
- 8.05020101 Комп'ютеризовані системи управління та автоматика, випускаюча кафедра — АУТС;
- 8.05020102 Комп'ютеризовані та робототехнічні системи, випускаюча кафедра — ТК.

Подальша наукова діяльність випускників здійснюється через аспірантуру та докторантуру на базі наукових досліджень окремих підрозділів.

### Довузівська підготовка та подвійний диплом
На факультеті працює філія університетського підготовчого відділення, де за договором щорічно навчаються абітурієнти з різних шкіл і навчальних закладів м. Києва та області.
Студенти денної форми навчання, за своїм бажанням, після четвертого курсу (паралельно з основною спеціальністю), можуть отримати за 2 роки (вечірня або заочна форми навчання) другу освіту (економічну або фінансову — на факультеті менеджменту та маркетингу НТУУ «КПІ»). Друга освіта дозволить більш глибоко, на сучасному рівні, вивчити об'єкти інформатизації, з якими випускники зустрінуться в своїй виробничій діяльності. Це, в свою чергу, якісно підвищує їх конкурентну спроможність.
Студенти також можуть отримати другу освіту перекладача з англійської, німецької та з інших мов — на факультеті лінгвістики НТУУ «КПІ». Студенти-хлопці, з третього курсу, за своїм бажанням можуть навчатися в Військовому інституті НТУУ «КПІ», де одержать військову інженерну спеціальність з присвоюванням звання офіцера запасу.
Також існує можливість одночасного навчання в університеті міста Мерзебург (Німеччина) з отриманням дипломів бакалавра та магістра, і навчання в університеті міста Ле Ман (Франція) за спеціальностями «Людина і комп'ютер» або «Архітектура комп'ютерних систем реального часу» для отримання ступеню магістра.

## Історія
Факультет має доволі довгу історію, що розпочалася в 1962 році. Незважаючи на цей факт, деякі кафедри давніші, проте всі вони походять від електротехнічного факультету (ЕТФ), який було створено у 1918 році.

### Розвиток кафедри АУТС
У 1945 році на ЕТФ було створено кафедру реле і автоматики, що здійснила перший випуск у 1949 році (група ЕПБ-1) та яка згодом отримала назву «Автоматики і телемеханіки» (АТ). ЇЇ засновником та завідувачем до 1966 року був професор Гребень Йосиф Ілліч (1897—1973), що закінчив НТУУ «КПІ» у 1925 році. У 1984 році назва підрозділу набула сучасного вигляду — «Автоматика і управління в технічних системах». 5 грудня 1995 року на базі науково-дослідної частини кафедри був створений Науково-дослідний інститут інформаційних процесів при НТУУ «КПІ». За більш ніж 60 років свого існування, підрозділ підготував близько 5400 спеціалістів та став родоначальником для кафедр ОТ та ТК.

### Розвиток кафедри ОТ
Перша в Україні кафедра обчислювальної техніки була організована 16 березня 1960 року, а вже через рік було здійснено перший випуск — групи ОМ-1 та ОМ-2, загалом 60 інженерів-електриків і інженерів-математиків (їх підготовка розпочалась ще 1956 року). Першим завідувачем новоствореного підрозділу став його засновник Самофалов Костянтин Григорович. Згодом набір студентів був збільшений на 3 групи і була почата підготовка інженерів за спеціальністю «Прикладна математика». Проте вже в 1973 році було виділено кафедру прикладної математики, завідувачем якої був призначений професор Вавілов Євгеній Миколайович. Згодом вона стала основою для створення факультету прикладної математики. На базі кафедри ОТ в 1976 році було утворено загальноінститутська кафедра обчислювальної техніки в інженерних і економічних розрахунках (ОТІЕР). Нарешті, в 1990 році з її складу виділилася нова — спеціалізованих комп'ютерних систем, завідувачем якої став професор Тарасенко Володимир Петрович. Тоді ж вона й увійшла в склад факультету прикладної математики.

### Розвиток кафедри ТК
У 1969 році з кафедри АТ виділено кафедру технічної кібернетики. Її очолив доктор технічних наук, професор Костюк Всеволод Іванович. З першого року свого існування, підрозділ почав підготовку інженерів-системотехніків за спеціальністю «Автоматизовані системи управління». Перший, прискорений, випуск 23 інженерів відбувся у 1973 році. А вже в 1981 році кафедра здійснила перший набір на спеціальність «Робототехнічні системи». Також підрозділ в 1978 році дав початок кафедрі АСОІУ.

### Розвиток кафедри АСОІУ
Для підготовки інженерів-системотехніків за спеціальністю «Автоматизовані системи обробки інформації і управління» у 1978 році було утворено кафедру автоматизованих систем управління виробництвом (АСУВ), завідувачем якої з 1980 року став Павлов Олександр Анатолійович. 19 вересня 1992 року АСУВ отримала сучасну назву «Автоматизовані системи обробки інформації і управління» (АСОІУ). За період існування підрозділу було підготовлено близько 2600 спеціалістів, наприклад ректора Національного технічного університету України «Київський політехнічний інститут» Згуровського Михайла Захаровича.

### Оформлення факультету
У 1962 році ЕТФ було розділено на два — автоматики та електроприладобудування (ФАЕПБ) та електроенергетичний (ЕЕФ). До складу ФАЕПБ ввійшли кафедри АТ, ОТ та інформаційно-вимірювальної техніки (ІВТ). Згодом ФАЕПБ було теж розділено на два — систем управління (ФСУ) з кафедрою ТК та електроприладобудування і обчислювальної техніки (ФЕПБІОТ) з кафедрами АТ, ОТ та ІВТ.
Згідно з наказом Мінвузу УРСР за № 278 від 29.10.85 року «Про зміни в структурі вищих навчальних закладів Мінвузу УРСР в 1985 році» було створено факультет з нинішньою назвою «Інформатики та обчислювальної техніки» (ФІОТ), до якого увійшли 4 вищеназвані кафедри. Деканом новоствореного підрозділу понад 10 років була академік Академії інженерних наук України, заслужений діяч науки і техніки України, професор, доктор технічних наук Краснопрошіна Аїда Андріївна.

## Науково-дослідна робота

### Лабораторії та міжнародні утворення
Підрозділ має в своєму складі як навчальні лабораторії, так і науково-дослідні інститути; співпрацює з провідними компаніями в галузі інформаційних технологій. За їх сприяння на факультеті було організовано наступні дослідницькі академії та наукові центри:
| Назва                                                                               | Вебсайт                                                                                                | Партнерська кафедра | Сфера діяльності                                                   |
| ----------------------------------------------------------------------------------- | --- | ------------------- | ------------------------------------------------------------------ |
| Лабораторія імені професора Ю. С. Канєвського                                       | http://kanyevsky.kpi.ua/ [Архівовано 9 травня 2013 у Wayback Machine.]                                 | ОТ                  | Дослідженнями в галузі VHDL та ПЛІС                                |
| Науково-дослідний інститут системних технологій                                     | http://tc.kpi.ua/uk/ndi-st [Архівовано 25 червня 2013 у Wayback Machine.]                              | ТК                  | Створення технологій для автоматизованих систем обробки інформації |
| Науково-дослідний інститут інформаційних процесів                                   | http://kpi.ua/ri_infoprocesses [Архівовано 28 жовтня 2012 у Wayback Machine.]                          | АСОІУ               | Розробка інтелектуальних систем управління                         |
| Регіональна мережева академія CISCO НТУУ «КПІ»                                      | http://cisco-academy.com.ua/ [Архівовано 23 червня 2013 у Wayback Machine.]                            | АУТС                | Підготовка професіоналів для обслуговування мережевого обладнання  |
| Linux Professional Institute                                                        | http://lpi.kpi.ua/ [Архівовано 12 липня 2013 у Wayback Machine.]                                       | ОТ                  | Підготовка професіоналів для адміністрування Linux                 |
| Лабораторія EPAM Systems                                                            | http://kpi.ua/11-06-16 [Архівовано 27 січня 2014 у Wayback Machine.]                                   | АУТС                | Підготовка розробників програмного забезпечення                    |
| Інформаційний центр Hewlet Packard                                                  | http://kpi.ua/10-04-27 [Архівовано 4 лютого 2014 у Wayback Machine.]                                   | ОТ                  | Проектування обчислювальної техніки                                |
| Корейський ІТ-центр KOIKA                                                           | http://kpi.ua/uakritc [Архівовано 26 грудня 2013 у Wayback Machine.]                                   | АСОІУ               | Підготовка професіоналів з Grid-Computing та SoC                   |
| Навчально-науковий центр технологій управління системами та мережами передачі даних | https://web.archive.org/web/20121224102104/http://www.netcracker.com/ukr/vacancies/center/center_kiev/ |                     | Підготовка спеціалістів з розробки та впровадження систем OSS/BSS  |

### Наукові праці викладачів
Доробок співробітників підрозділу налічує сотні наукових праць. Публікуються ці статті викладачів та студентів у наступних виданнях:
| Назва                                                                               | Вебсайт                                                                 | Проблематика |
| ----------------------------------------------------------------------------------- | ----------------------------------------------------------------------- | --- |
| «Вісник НТУУ „КПІ“. Інформатика, управління та обчислювальна техніка»               | http://it-visnyk.kpi.ua/ [Архівовано 17 травня 2013 у Wayback Machine.] | Висвітлення результатів досліджень із створення компонентів обчислювальних й інформаційних систем і комплексів, пристроїв автоматики та передавання даних, систем автоматизації програмування, контролю й діагностики, штучного інтелекту. |
| «Адаптивні системи автоматичного управління. Міжвідомчий науково-технічний збірник» | http://asac.kpi.ua/ [Архівовано 16 березня 2015 у Wayback Machine.]     | Моделювання та проектування комп'ютеризованих та робототехнічних систем, аналіз і синтез розподілених у просторі гнучких інтегрованих систем, оптимізація складних технічних процесів, оптимальні та адаптивні системи автоматичного управління, інтелектуальні технології обробки інформації, корпоративні інформаційні технології, інформаційна безпека і захист інформації. |

### Наукові конференції і олімпіади
На базі факультету проводиться міжнародна студентська олімпіада з програмування імені С. О. Лебедєва та В. М. Глушкова «KPI-Open». Основна мета її проведення — привернути увагу суспільства до інтелектуальних змагань серед студентів, популяризувати інтелектуальний розвиток та роботу в складі команди, сприяти підвищенню професійного рівня молодих спеціалістів, розвитку міжуніверситетських зв'язків і налагодженню особистих контактів між студентами різних міст і країн. Водночас, компанії, які приєднуються до проведення олімпіади, отримують чудову нагоду знайти нових співробітників серед найкращих її учасників.
Хорошою традицією стала практика проведення разом з олімпіадою презентацій, семінарів та лекцій, у ході яких спеціалісти IT-компаній діляться власним практичним досвідом та знаннями і знайомлять молодих програмістів із завданнями, які стоять перед індустрією на даному етапі її розвитку. Окрім цього, компанії-партнери олімпіади проводять конкурси проектів.
Викладачі та студенти факультету також виступали доповідачами на науково-технічній конференції «Високопродуктивні обчислення» (HPC-UA 2012).

## Студентство

Герб Студентської Ради ФІОТ

На факультеті працюють Студентська рада та профбюро, які є типовими прикладами студентського самоврядування: формою самоорганізації студентів, що окрім надання можливості займатись самореалізацією, представляють та відстоюють їх права. До складу студентського активу входять близько 30 осіб, що працюють за основними напрямами:
- організація наукової діяльності;
- організація розважальних тематичних заходів;
- допомога студентам у нагальних питаннях.

До цих заходів можна віднести:
- щорічний День факультету, який традиційно святкується в грудні;
- святкування 50-річчя факультету[21];
- щорічний День Знайомств «Планета ФІОТ» для першокурсників;
- щорічна IT-Спартакіада[22];
- щорічний фестиваль хендмейду «Червоний Кіт»[23];
- спортивні, наприклад чемпіонат зі спортивного покеру, боулінгу, футболу та його різновиду — міні-футболу;
- культурні, наприклад Містер та Міс Факультету, «Halloween в стилі ФІОТ», чемпіонати з клубної мафії та гри Що? Де? Коли?;
- екскурсії та інші, з якими можна ознайомитися на сайті студентського самоврядування[24].